# 塞尔科特
塞尔科特（法語：Cercottes，法語發音：[sɛʁkɔt]）是法国卢瓦雷省的一个市镇，位于该省西部，属于奥尔良区。

## 地理
塞尔科特（47°59'7"N, 1°52'58"E）面积24.24 平方千米，位于法国中央-卢瓦尔河谷大区卢瓦雷省，该省份为法国中北部省份，北起埃松省，西北接厄尔-卢瓦省，西南接卢瓦-谢尔省，南至涅夫勒省和谢尔省，东临约讷省，东北接塞纳-马恩省。
与塞尔科特接壤的市镇（或旧市镇、城区）包括：舍维伊、尚托、弗勒里莱索布赖、日迪、萨朗。

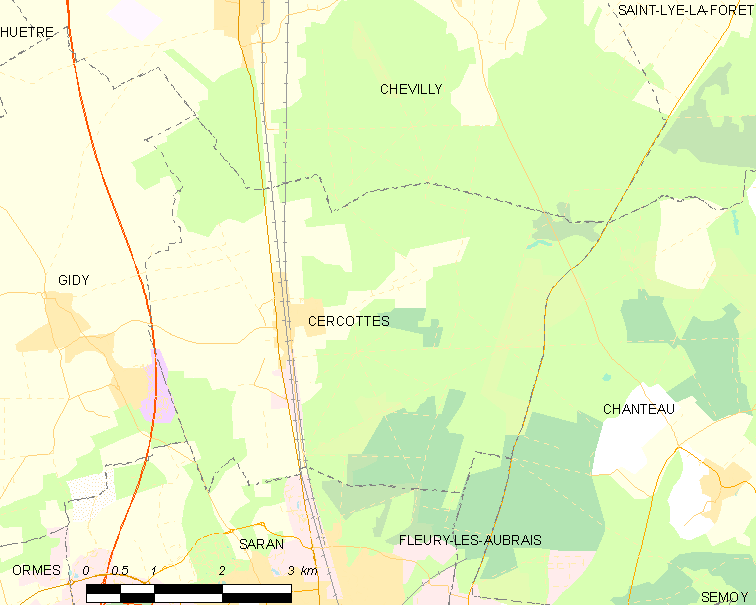
塞尔科特的OSM定位图

塞尔科特的时区为UTC+01:00、UTC+02:00（夏令时）。

## 行政
塞尔科特的邮政编码为45520，INSEE市镇编码为45062。

## 政治
塞尔科特所属的省级选区为卢瓦尔河畔默恩县。

## 人口

1962-2008年间塞尔科特人口变化图示

塞尔科特于2022年1月1日时的人口数量为1477人。